# Chyžné
Chyžné este o comună slovacă, aflată în districtul Revúca din regiunea Banská Bystrica. Localitatea se află la altitudinea de 296 m deasupra n.m., se întinde pe o suprafață de 19,55 km2 și în 2017 număra 436 de locuitori. Se învecinează cu Lubeník, Magnezitovce, Jelšava și Revúcka Lehota, Čierna Lehota, Rožňava și Revúcka Lehota.

## Istoric
Localitatea Chyžné este atestată documentar din 1427.

## Demografie
| An:                | 1994 | 2004   | 2014   | 2024   |
| ------------------ | ---- | ------ | ------ | ------ |
| Număr de persoane: | 421  | 427    | 421    | 409    |
| Diferență:         |      | +1,42% | −1,40% | −2,85% |

| An:                | 2023 | 2024 |
| ------------------ | ---- | ---- |
| Număr de persoane: | 409  | 409  |
| Diferență:         |      | +0%  |